# Złamywarka
Złamywarka, falcerka, falcówka – maszyna introligatorska do falcowania, czyli jedno- lub wielokrotnego złamywania arkuszy niezadrukowanego papieru, czy też wydruków, w celu uzyskania określonego formatu oraz kolejności składki.

## Zasady działania

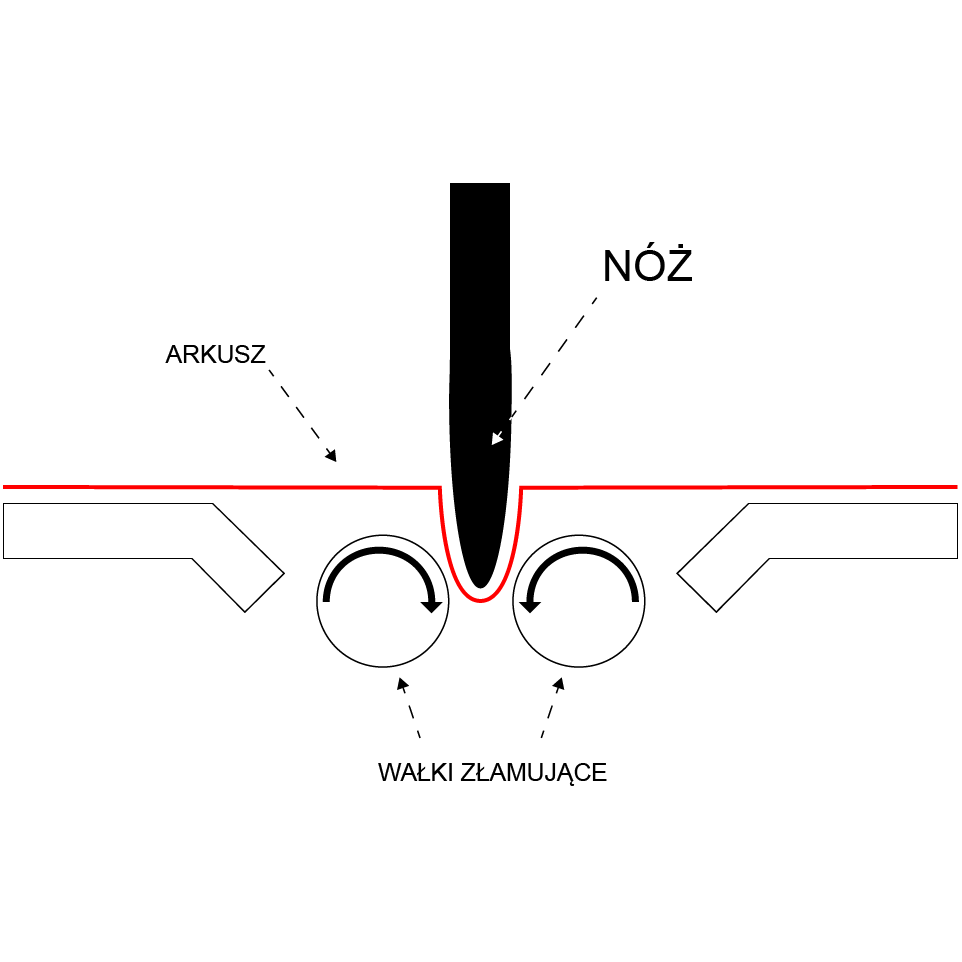
Schemat złamywania arkusza w złamywarce nożowej

Nóż (złamywarki nożowe) lub wałek podający (złamywarki kasetowe) wprowadzają papier między wałki załamujące, które wykonują złam. 

## Rodzaje złamywarek
Złamywarka nożowa – rodzaj złamywarki, w której złamywanie jest realizowane dzięki prostopadłemu układowi noży, które uderzają z góry na arkusz.
Złamywarka kasetowa – złamywanie następuje poprzez włożenie części arkusza do kasety, gdzie odbierany jest przez wałek podający do wałków załamujących. Następnie przekazywany jest dalej do kolejnej kasety, gdzie wykonywany jest następny złam.
Złamywarka kombinowana – urządzenie łączące dwie wyżej opisane metody. 

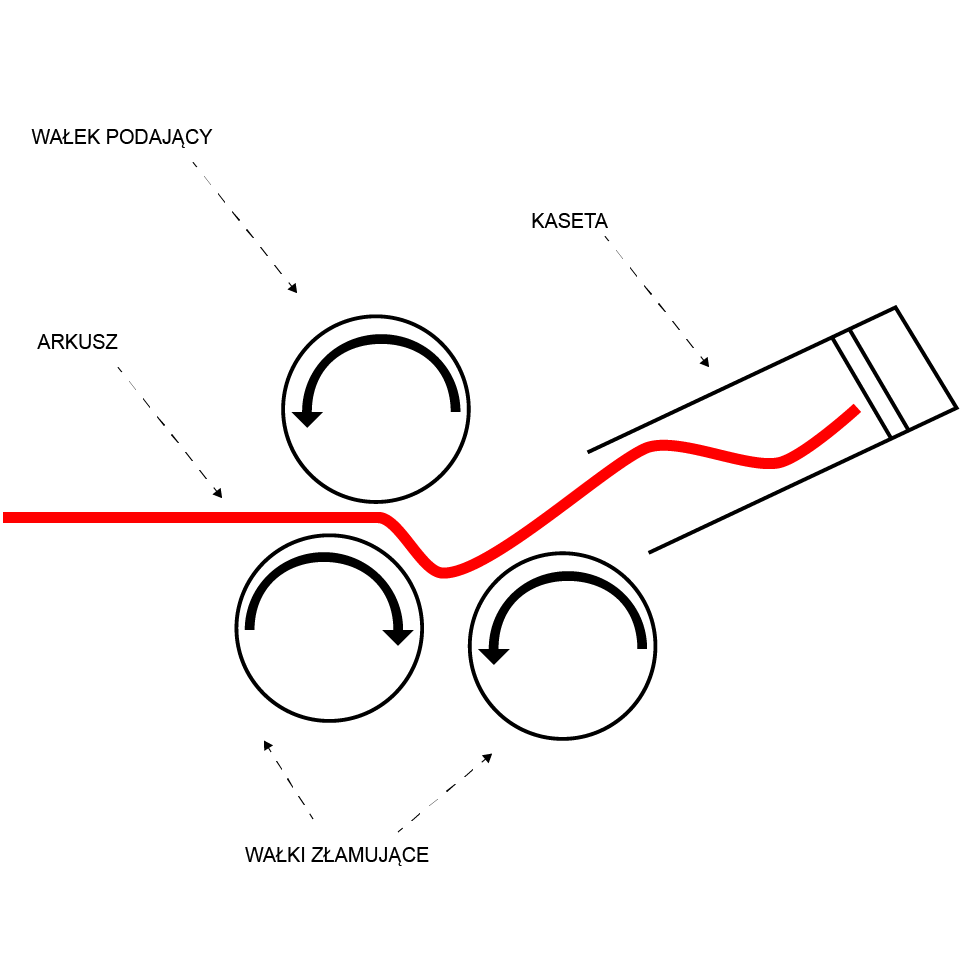
Schemat złamywania arkusza w złamywarce kasetowej